# 叙尔托维尔
叙尔托维尔（法語：Surtauville，法語發音：[syʁtovil]）是法国厄尔省的一个市镇，位于该省中部，属于莱桑德利区。

## 地理
叙尔托维尔（49°12'22"N, 1°3'18"E）面积4.42 平方千米，位于法国诺曼底大区厄尔省，该省份为法国北部内陆省份，北起滨海塞纳省，西接奧恩省和卡爾瓦多斯省，南至厄尔-卢瓦省，东临瓦兹省、瓦兹河谷省和伊夫林省。
与叙尔托维尔接壤的市镇（或旧市镇、城区）包括：沃农。
叙尔托维尔的时区为UTC+01:00、UTC+02:00（夏令时）。

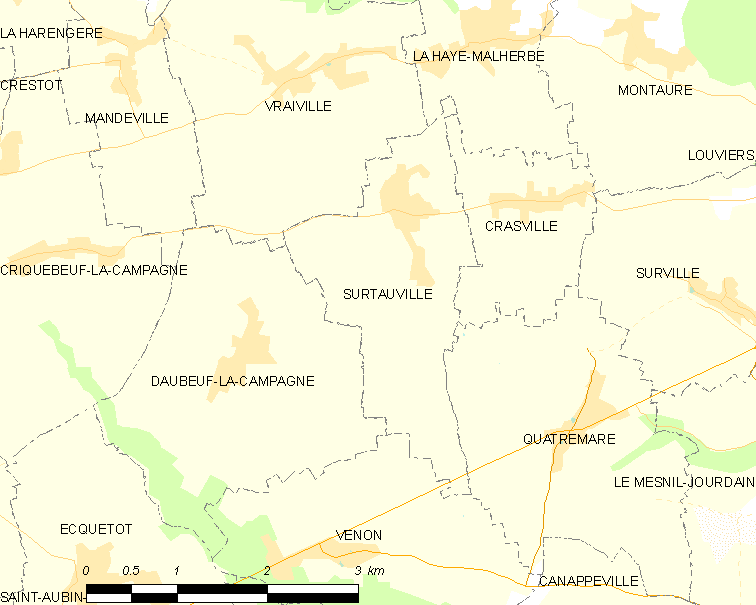
叙尔托维尔的OSM定位图

## 行政
叙尔托维尔的邮政编码为27400，INSEE市镇编码为27623。

## 政治
叙尔托维尔所属的省级选区为蓬德拉尔什县。

## 交通
厄尔省省道D52线、D79线和D108线在境内交汇。

## 人口

1962-2008年间叙尔托维尔人口变化图示

叙尔托维尔于2022年1月1日时的人口数量为489人。